# 장성 손룡정사 소장 고문서 및 전적류
장성 손룡정사 소장 고문서 및 전적류(長城 巽龍精舍 所臧 古文書 및 典籍類)는 전라남도 장성군에 있던 조선시대의 문서이다. 1997년 7월 15일 전라남도의 문화재자료 제199호로 지정되었으나, 2009년 12월 31일 문화재 지정이 해제되었다.

## 개요
변시연 한국고문연구회 회장의 서재인 손룡정사에 소장된 고문서와 전적류이다.
고문서류는 선조 17년(1584) 예조에서 발급한 양자관련문서, 고종 12년(1875) 장성부 구폐완문, 개인이 관에 제출하는 진정서의 성격을 띠는 완문·완의 ·입안문 등 7점, 재산을 자식에게 나누면서 작성하는 문기 5점, 논밭 등의 매매문서 3점, 호구관련 문서 39점, 과거 시험지 2점, 왕의 임명장 겸 명령서인 교지와 임명장 2점, 노비문서 2전, 소지 및 상서문 21점 등이다.
전적류는 일기 3종이다. 그러나 일기는 한국전쟁으로 대부분 소실되고 지금은 고종 31년부터 광무 7년(1903) 사이의 10년간의 일기만 남아있다.
비록 짧은 기간 동안의 일기에 불과하나 당시의 조세 및 화폐제도의 문제점이 기록되어 있어 당시의 경제를 연구하는데 좋은 자료가 되고 있다. 이 문서들은 조선시기와 한말의 향토사와 사회사를 이해하는데 중요한 자료로 평가된다.

## 문화재 지정 해제사유
장성 손룡정사소장 고문서 및 전적류는 지정당시 소유자[변시연, 전남 장성]가 별세 한 뒤 소유자[원 소유자의 3남 변주승]와 소재지[전라북도]가 바뀌어 관외로 이관되었기 때문에 해제하였다.
- 소 재 지
  - 당초 : 전남 장성군 북하면 단전리 324-1
  - 변경[현재] : 전북 전주시 완산구 삼천동 1가 호반리젠시빌 104동 1108호
- 소유자
  - 당초 : 변시연(1922~2007, 전남 장성군 북하면 단전리 324-1)
  - 변경[현재] : 변주승(변시연의 3남, 전북 전주시 완산구 삼천동 1가 호반리젠시빌 104동 1108호)

## 참고 문헌
- 장성손룡정사소장고문서및전적류 - 국가유산청 국가유산포털